# Фитоглобин

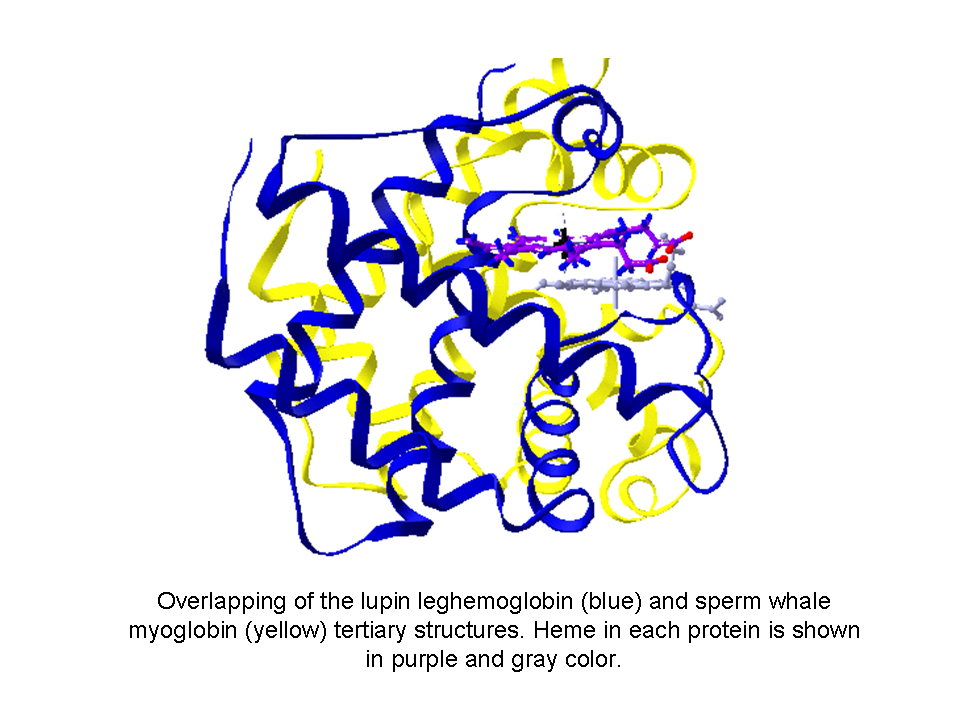

Фитоглобины — глобулярные растительные белки, принадлежащие к семейству глобинов, которые содержат протопорфирин ІХ в качестве простетической группы. Фитоглобины были обнаружены в 1939 году Кубо после спектроскопического и химического анализа красного пигмента клубеньков сои. Спустя несколько десятилетий после открытия Кубо проведенный Вайнштейном кристаллографический анализ выделенного из люпина фитоглобина (также известного как леггемоглобин) показал, что третичная структура этого белка была удивительно похожа на структуру миоглобина кашалота, что свидетельствует о том, что белок, обнаруженный Кубо, действительно является глобином.

## Распространение и классификация
Фитоглобины (сокращенно Phytogbs или Pgbs, в единственном числе - Phytogb или Pgb) обнаруживаются как в зелёных водорослях, так и в сосудистых растениях. Они разделяются на несколько классов: Phytogbs0, Phytogbs1 и Phytogbs2, симбиотические фитоглобины и леггемоглобины (сокращенно Lbs), которые структурно сходны с Phytogbs2, и Phytogbs3. Phytogbs0 найдены у водорослей, мохообразных и голосеменных. Phytogbs1 и Phytogbs2, видимо, произошли от Phytogbs0 и обнаружены у покрытосеменных. Симбиотические фитоглобины (в частности, Lbs) - специализированные фитоглобины, локализующиеся в клубеньках азотофиксирующих растений, например, тех, что устанавливают симбиотические связи с актиномицетами, и бобовыми, которые устанавливают симбиотические ассоциации с клубеньковыми бактериями. Phytogbs3 обнаружены в водорослях и наземных растениях.

## Структурные характеристики
Большинство фтоглобинов кодируются генами, содержащими 3 интрона (у мха Physcomitrella patents был обнаружен ген phytogb, содержащий 4 интрона). Первый и третий интрон гена phytogb локализованы в таком же положении,что и у генов миоглобина, что говорит о том, что гены фитоглобинов и миоглобинов эволюционировали от общего предка и разошлись более чем 600 миллионов лет назад. Существование второго интрона в гене phytogb было предсказано в ходе теоретического анализа, которое в дальнейшем было подтверждено путем клонирования и секвенирования гена соевого леггемоглобина.

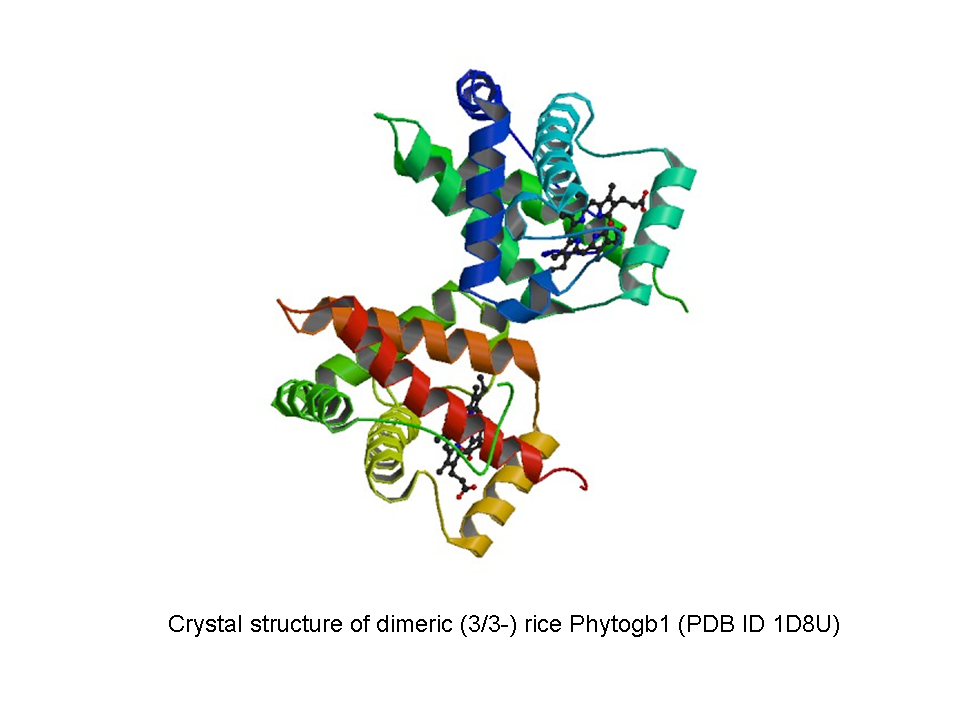

Фитоглобины — мономерные белки, молекулярная масса которых колеблется от ~17 до ~19 кДа. Однако, при высоких (более 1 мМ) концентрациях фитоглобины могут образовывать димеры. Полипептидная цепь фитоглобина складывается в определенную последовательность из 6 или 7 спиралей (обозначаются буквами от A до H), которые образуют глобиновую укладку, формируя гидрофобный карман, где располагается гем. У фитоглобинов было выявлено два типа укладки: 3/3-укладка, у которой спирали А, Е и F пересекаются со спиралями B, G и H, и 2/2-укладка, у которой спирали B и Е пересекаются со спиралями G и H.

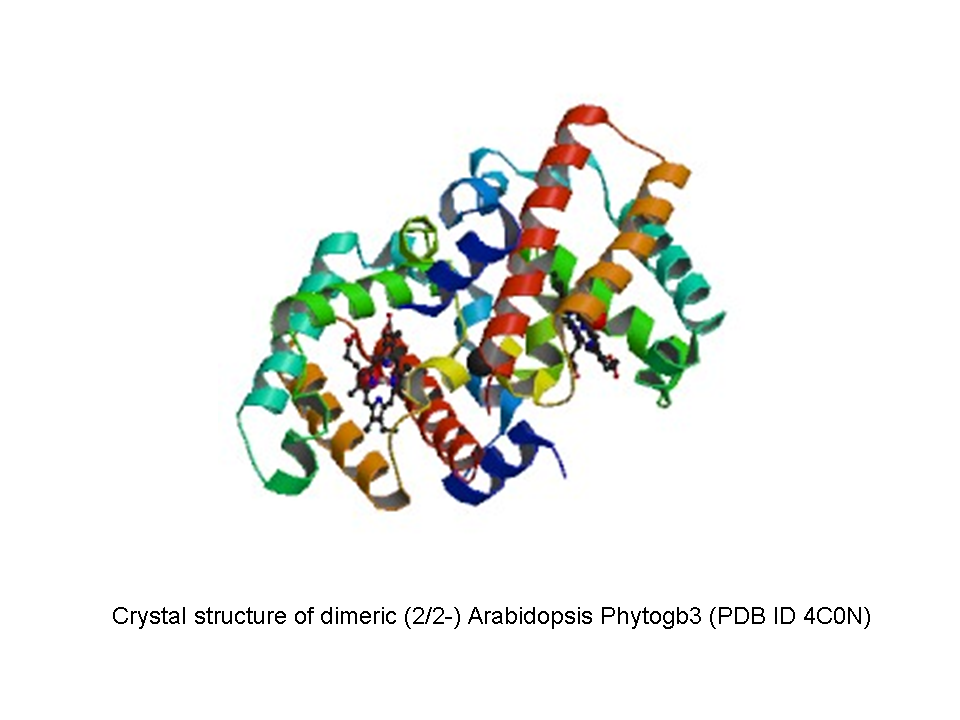

## Синтез и функции
Как и другие глобины, пентакоординированный фитоглобин обратимо связывает и транспортирует O2. Функция леггемоглобина в клубеньках была установлена в 1974 году Виттенбергом, Эпплби и другими. В клубеньках концентрация леггемоглобина очень высока и может достигать ~30% от общего растворимого белка. Функция lbs в узелках заключается в содействии диффузии О2 для дышащих бактерий, осуществляющих азотфиксацию. В то же время, леггемоглобин способствует поддержанию минимальной концентрации О2 (~10 нМ), чтобы избежать инактивации О2-чувствительной нитрогеназы, которая фиксирует атмосферный азот.
Кроме того, фитоглобины связывают другие газообразные лиганды, в первую очередь оксид азота (NO), и демонстрируют NO-диоксигеназную активность, в результате которой NO превращается в нитрат. В работах Хилла и его сотрудников, проведенных за последние 15 лет, было показано, что уровень эндогенного NO в трансгенной кукурузе и люцерне зависит от концентрации Phytogbs1. Исходя из этих наблюдений, авторы предположили, что функция оксигенированного фитоглобина заключается в модулировании уровня NO через NO-диоксигеназную активность и что фитоглобины косвенно регулируют множество клеточных функций, которые зависят от уровня NO. Метаболический цикл, включающий нитратредуктазу, реакцию восстановления нитрита до NO и оксигенирование NO с образованием нитрата получил название цикла фитоглобина и оксида азота. Его функционирование приводит к поддержанию уровня АТФ в гипоксических условиях и снижению образования этанола и молочной кислоты.
Phytogbs0, 1, 2 и 3 синтезируются в очень малых концентрациях в различных (как в эмбриональных, так и в вегетативных) органах растений. Однако концентрация фитоглобина увеличивается в различных стрессовых условиях, например при наводнении или уменьшении света. Таким образом, некоторые фитоглобины рассматриваются как растительные стресс-чувствительные белки.

## Эволюция
В работах Арредондо-Питера, Виноградова и соавторов были освещены возможные крупные события в ходе эволюции фитоглобинов. В растениях были идентифицированы две эволюционные ветви фитоглобина: ветвь, объединяющая белки с 3/3-укладкой (Phytogb0, 1 и 2 и симбиотические фитоглобины), и ветвь Phytogb3 с 2/2-укладкой. Видимо, Phytogbs0 является предковой формой для Phytogbs1 и 2, в то время как симбиотические фитоглобины (в том числе Lbs) структурно сходны с Phytogb2 и адаптировались к симбиотической азотфиксации. Сравнительный анализ структуры Phytogb0 мха с Phytogb1 риса и Lb сои показал, что крупные эволюционные изменения, которые, возможно, произошли в ходе эволюции Phytogbs0, 1 и 2, SymPhytogbs и Lbs, заключались во первых переходе гемовых групп из гекса-координированных в пента-координированные, во вторых уменьшении CD-петли, и в третьих компактизации белка в глобулярную структуру. Кроме того, структура глобинового домена Phytogbs3 очень похожа на структуру бактериального глобина, что указывает на то, что 2/2-складка сохраняется в ходе эволюции Phytogbs3. Однако глобиновый домен Phytogbs3 наземных растений фланкирован дополнительными аминокислотными последовательностями. Функциональное и эволюционное значение дополнительных аминокислотных последовательностей у Phytogbs3 до сих пор не известно.

## Применение
Фитоглобины являются потенциально полезными для целого ряда биотехнологических приложений. Например, открытый в рисе Phytogbs1 использовался как о2-датчик в электронных устройствах. Кроме того, повышение экспрессии фитоглобина рассматривается в качестве стратегии для увеличения устойчивости посевов культурных растений к определенным стрессовым условиям, таким как наводнения. В последнее время фитоглобины рассматриваются в качестве кандидатов для разработки заменителей крови и добавок в вегетарианские гамбургеры.